# Madinat Jumeirah

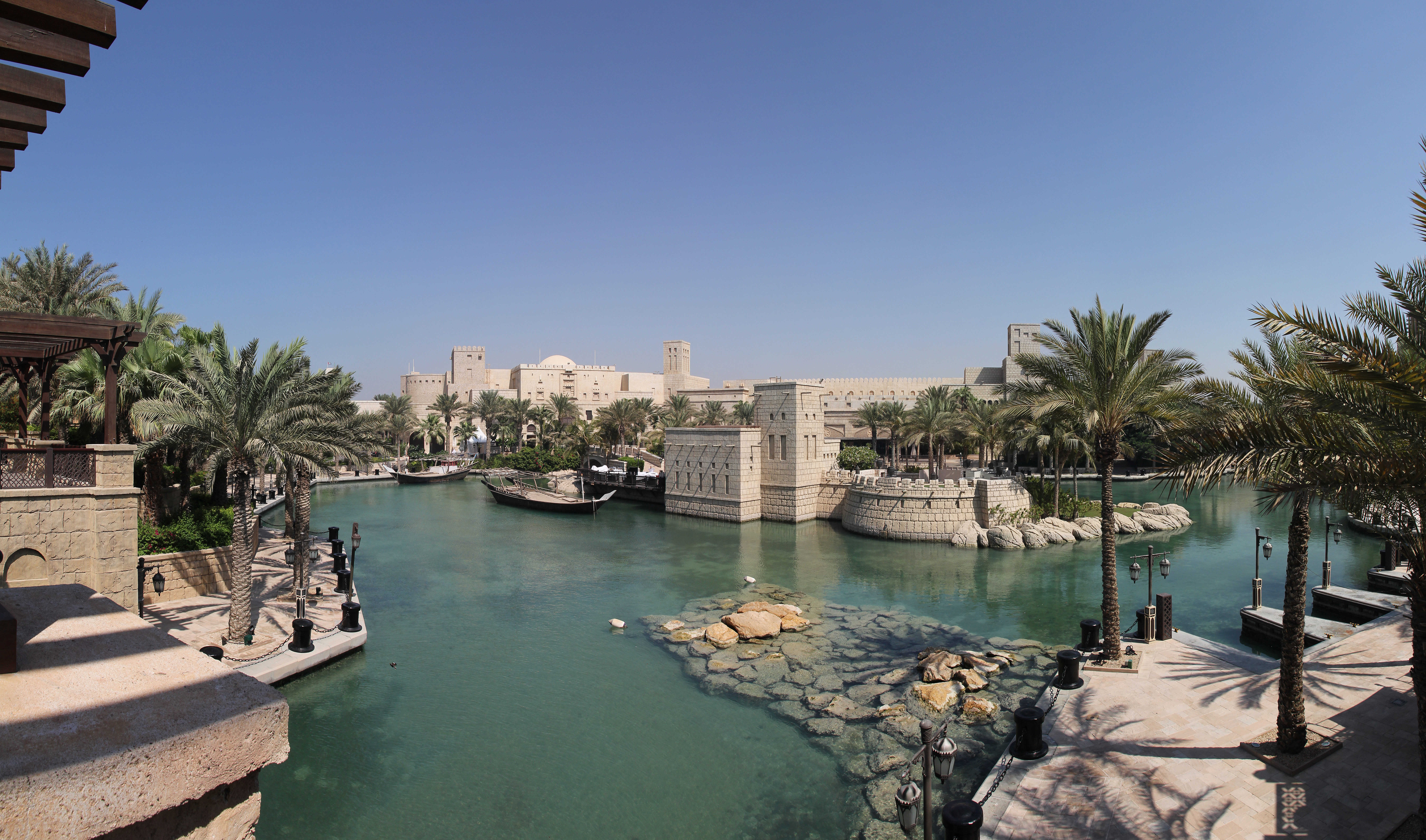
Madinat Jumeirah

Madinat Jumeirah the Arabian Resort - Dubai es un resort de 5 estrellas en Dubái . Es el centro turístico más grande del Emirato y se extiende por más de 40 hectáreas de paisajes y jardines. Está diseñado para parecerse a una ciudad árabe tradicional. El complejo comprende tres hoteles boutique (Jumeirah Al Qasr, Jumeirah Mina A'Salam y Jumeirah Al Naseem) y un patio de 29 casas de verano llamado Jumeirah Dar Al Masyaf. El complejo cuenta con más de 50 restaurantes y bares.

## Localización
Madinat Jumeirah se encuentra a lo largo de dos kilómetros de playa privada junto al Jumeirah Beach Hotel, Burj Al Arab y el parque acuático Wild Wadi . Está a una milla de la estación Mall of the Emirates, en la línea roja del metro.

## Historia
El desarrollador contrató a Mirage Mille y Mittal Investment Group Ltd. Creative Kingdom Dubai creó el plan maestro y el concepto para el resort.[cita requerida] Leisure Quest International, LLC de los EE. UU. proporcionó entretenimiento y planificación de atracciones para el resort.

## Diseño
Madinat Jumeirah abarca tres hoteles boutique y un grupo de casas de verano; Al Qasr, Mina A'Salam, Al Naseem y Dar Al Masyaf; Casas de verano árabes ubicadas alrededor de los terrenos del complejo.

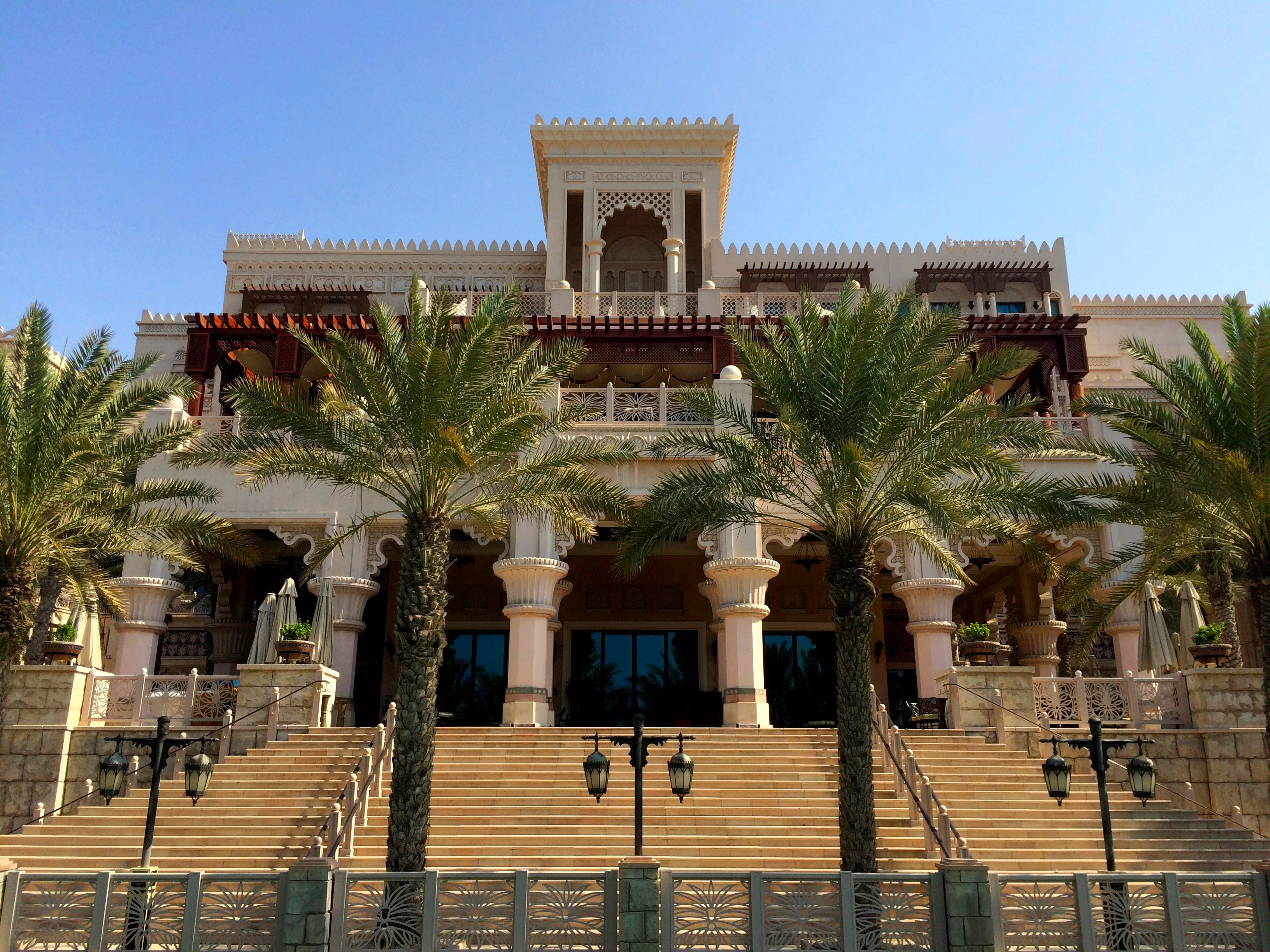
Hotel Al Qasr

Mina A 'Salam o' El puerto de la paz 'fue el primero de los hoteles boutique en completarse y cuenta con 292 habitaciones y suites.
Al Qasr, que literalmente se traduce como "El Palacio", consta de 294 habitaciones y suites, diseñadas para reflejar la residencia de verano de un jeque.
Dar Al Masyaf consta de 29 refugios residenciales independientes de dos pisos inspirados en las tradicionales casas de verano árabes. Cada una de las 29 'casas' cuenta con 9-11 habitaciones y suites que se extienden por los terrenos del complejo.
Al Naseem, que se traduce como 'The Breeze', el último de los hoteles boutique en completarse, comprende 430 habitaciones y suites. Sin embargo, es el único hotel en Madinat Jumeirah sin conexión con los otros hoteles por vía fluvial.
5.4 km de vías fluviales conectan las diferentes áreas del resort, y los taxis acuáticos ( Abra (bote) ) permiten a los huéspedes viajar a lo largo de ellos a todas las partes del resort.

## Rehabilitación de tortugas
Las vías fluviales de Madinat Jumeirah albergan un santuario de tortugas que tiene como objetivo albergar a las tortugas heridas antes de liberarlas de nuevo en la naturaleza. El corral de tortugas se encuentra en Mina a'Salam y está directamente entre los restaurantes Al Muna y Zheng He.

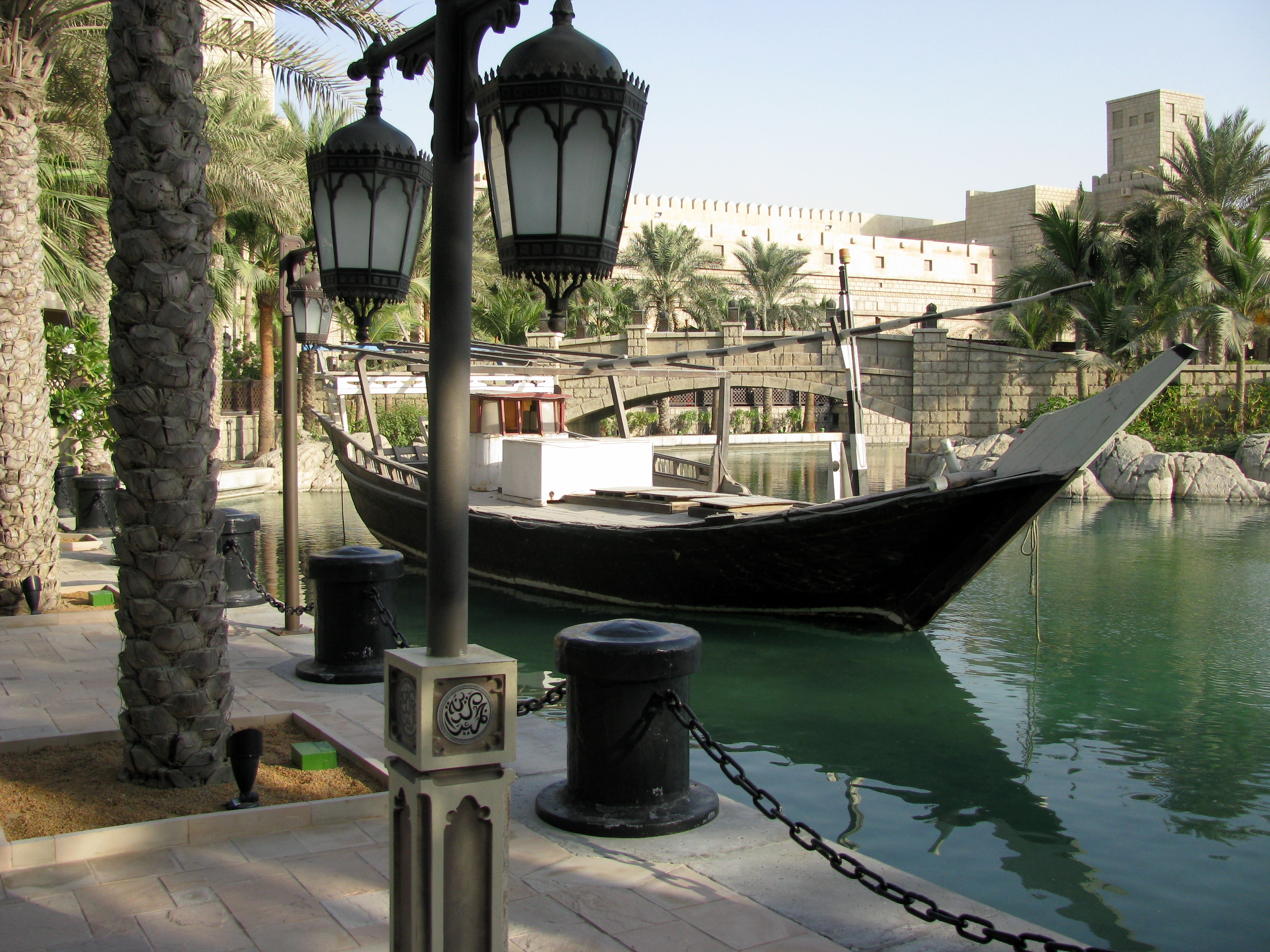
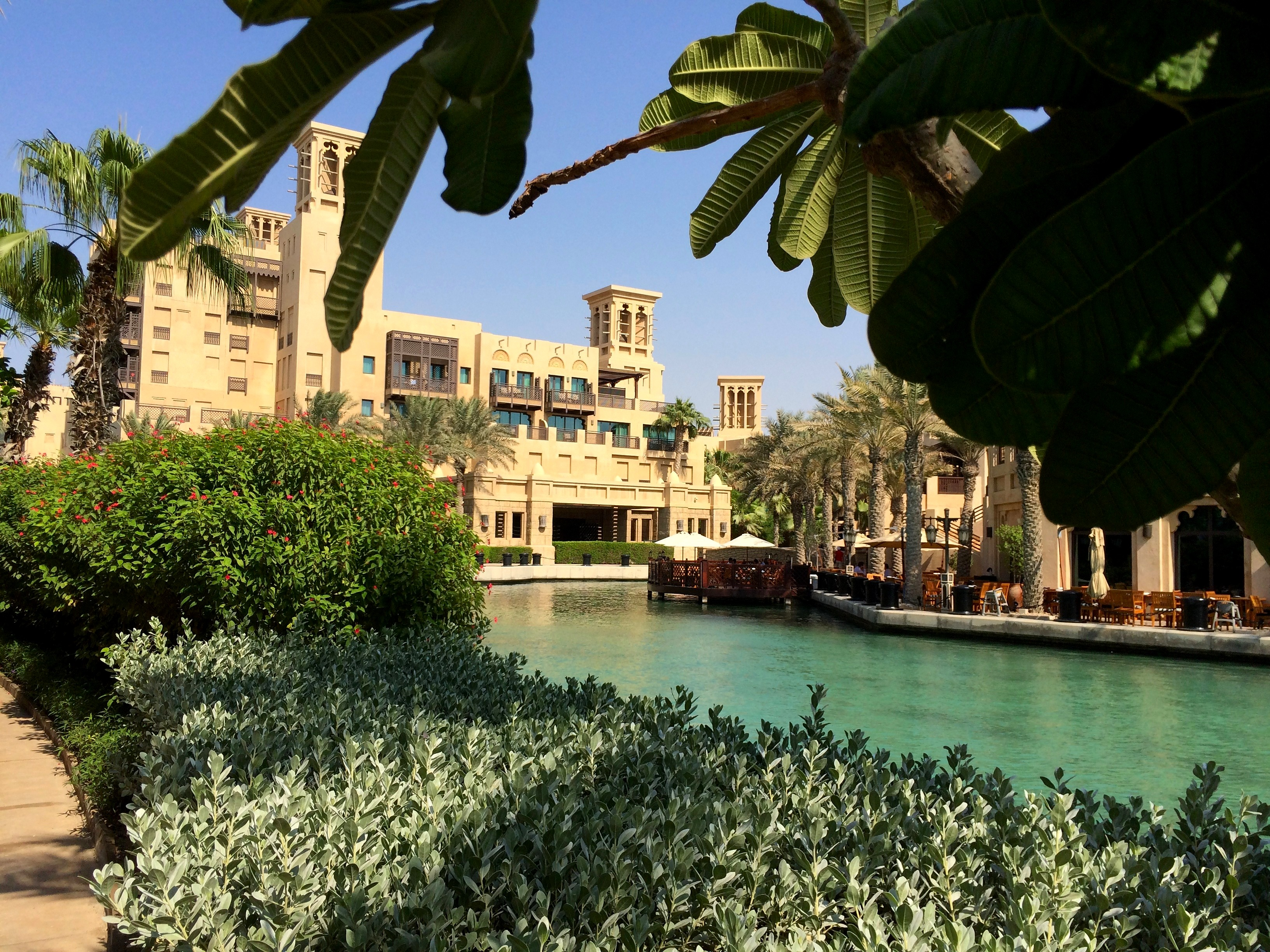
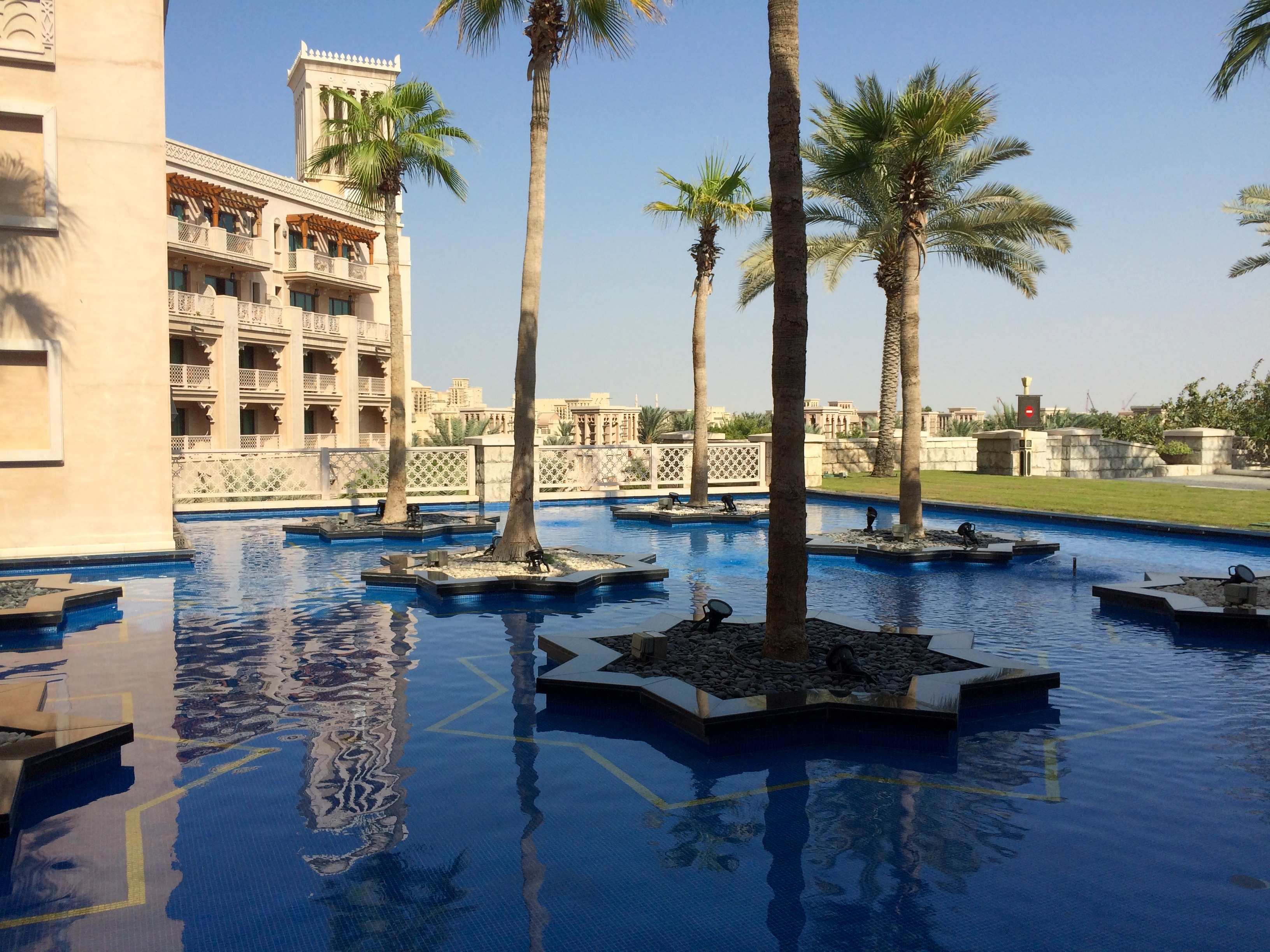
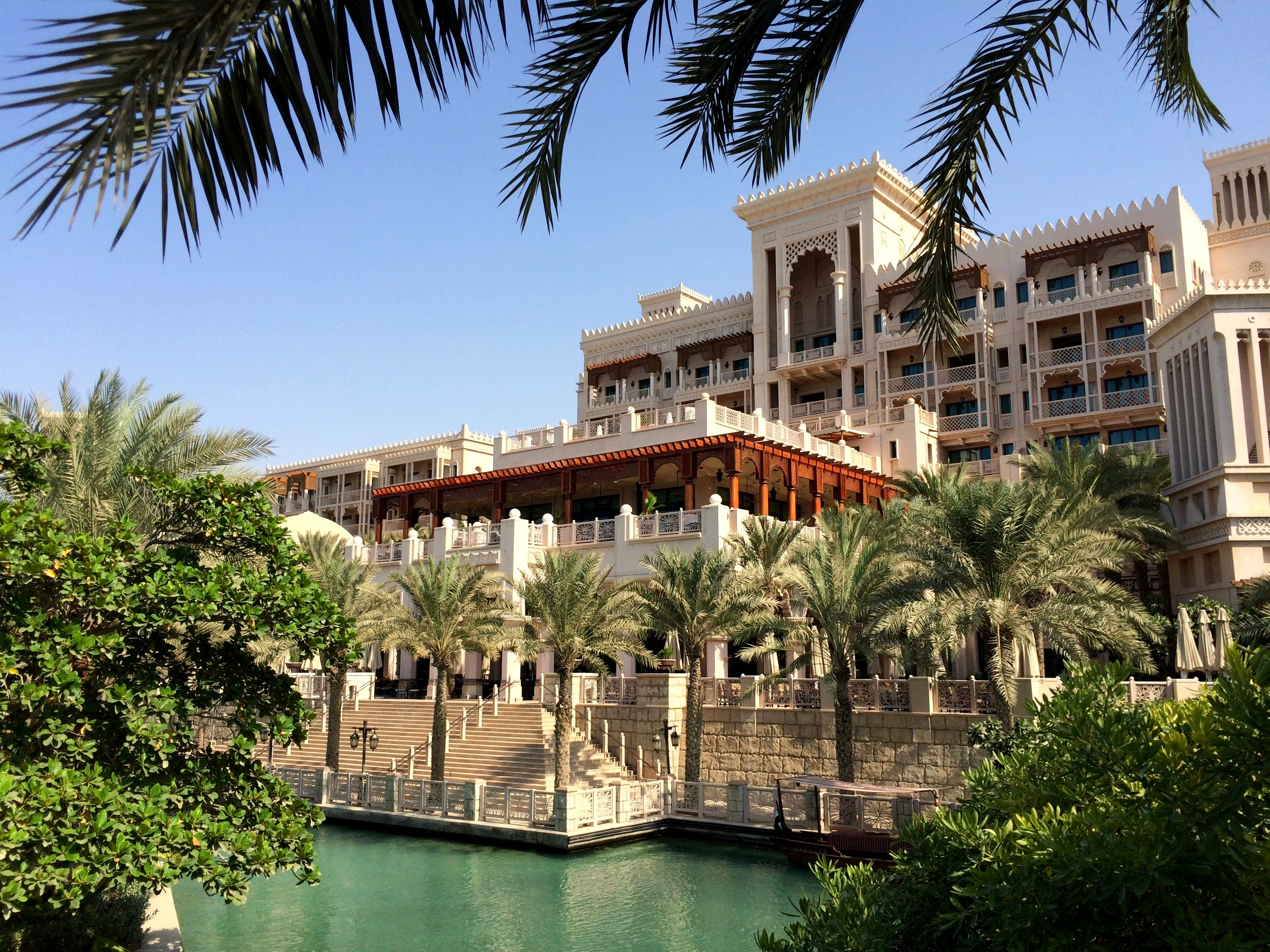
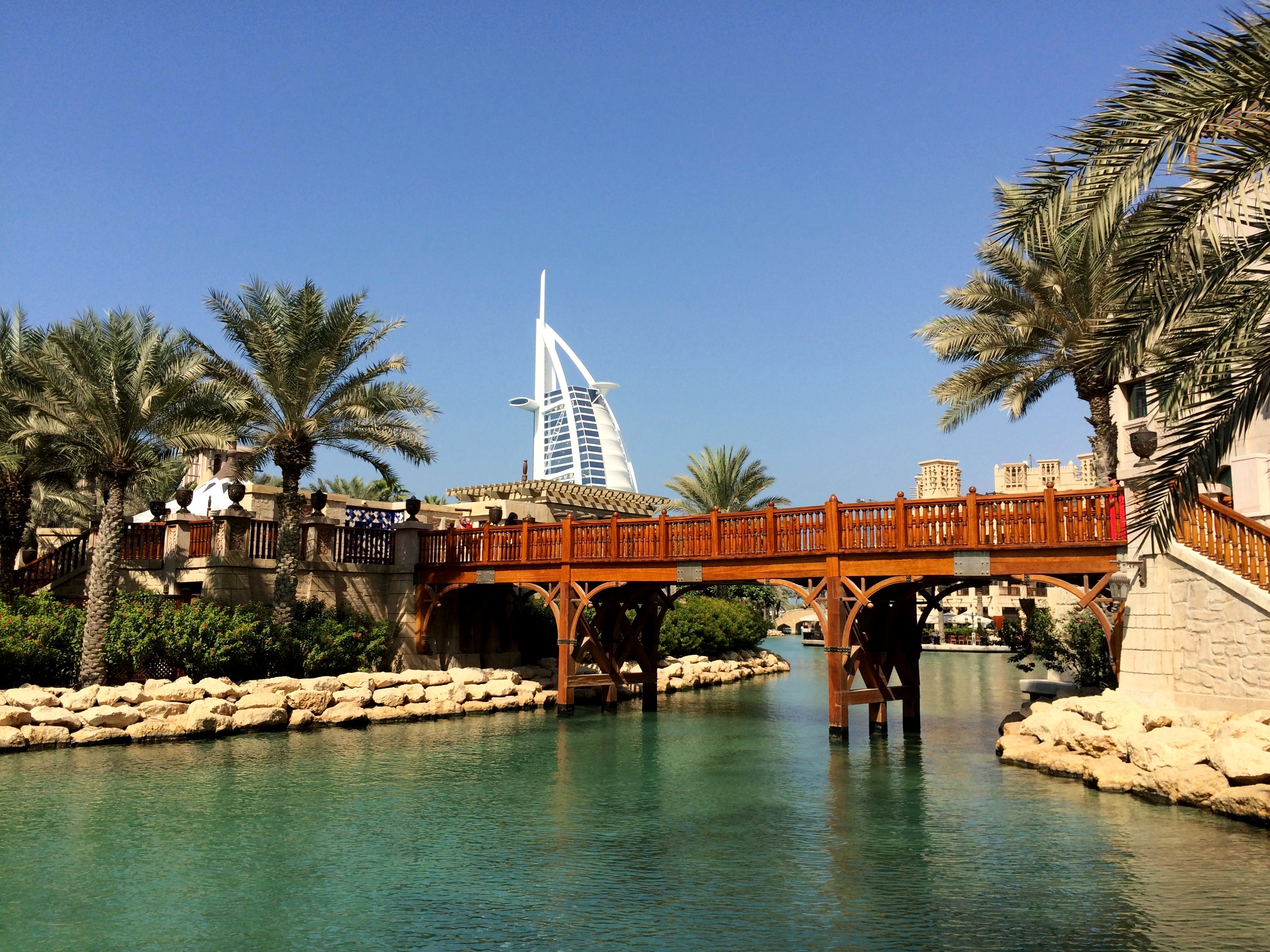
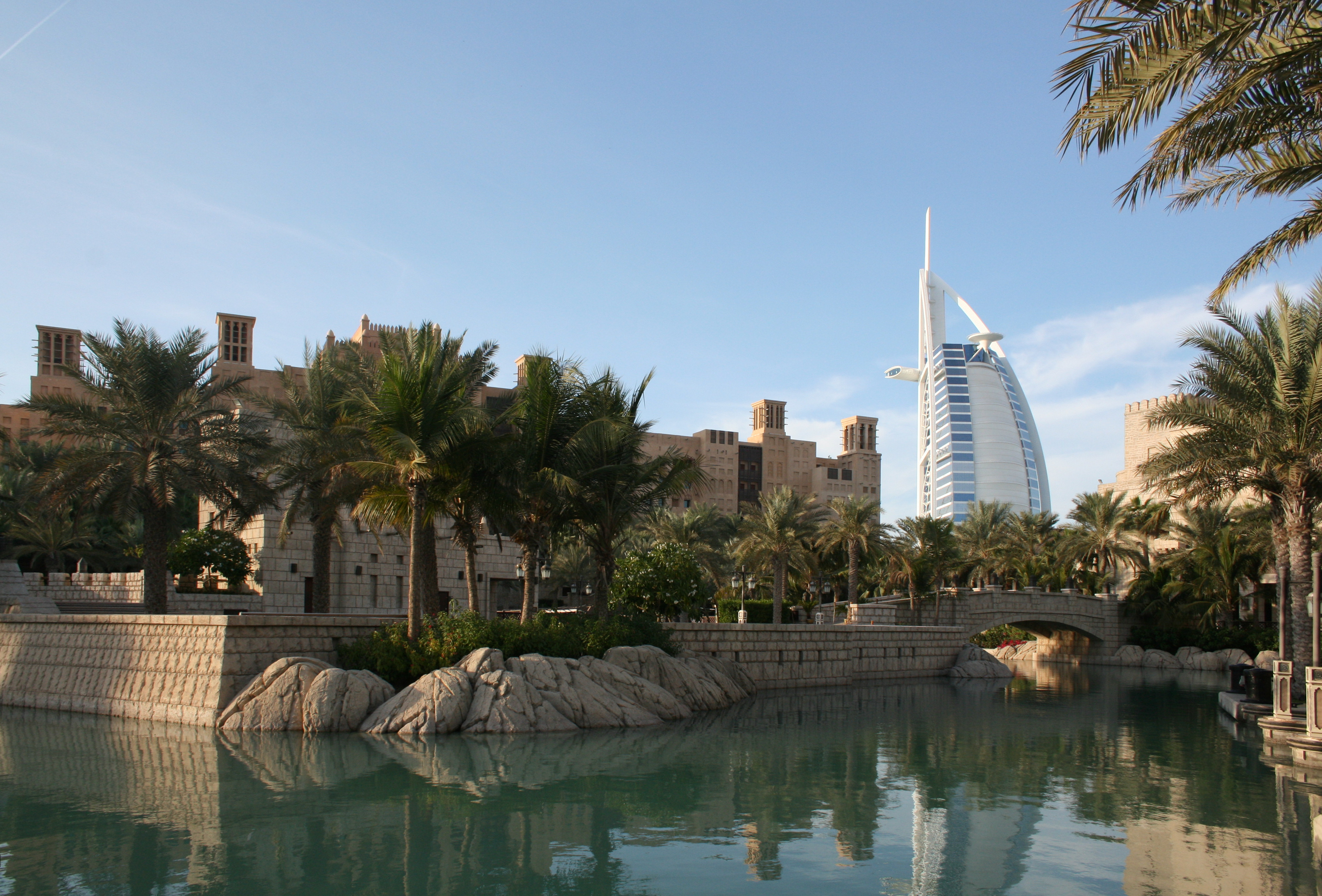